# Wolfgang Huber (Germanist)
Wolfgang Huber (* 24. Februar 1939 in München) ist ein deutscher Germanist.

## Leben
Der Sohn Kurt Hubers studierte Anglistik, Germanistik und Vergleichende Sprachwissenschaft in München und Swansea. Nach der Promotion 1967 und der Habilitation 1976 in München war er von 1977 bis 2004 Professor für Deutsche Sprachwissenschaft an der Universität Eichstätt. Er hatte Gastprofessuren in Barcelona, Istanbul und Mailand und war zweiter Vorsitzender der Weiße Rose Stiftung.

## Schriften
- Heliand und Matthäusexegese: Quellenstudien insbesondere zu Sedulius Scottus. Hueber, München 1969.
- Simuliertes Verstehen, künstliche Intelligenz und natürlicher Schwachsinn. Minerva-Publikation, München 1980, ISBN 3-597-30023-5.
- Vom quantitativen zum qualitativen Begriff der Information. Pustet, Regensburg 1984, ISBN 3-7917-0781-7.
- Kurt Huber vor dem Volksgerichtshof. Zum zweiten Prozess gegen die Weiße Rose. Verlag Die Blaue Eule, Essen 2009, ISBN 978-3-506-84087-5.